# Alicia de Schaerbeek
Santa Alicia de Schaerbeek, O.Cist (o Aleide o Adelaida) (en neerlandés: Sint Aleydis, en francés: Sainte Alix), (c. 1220–1250) fue una monja cisterciense. Su culto como santa fue reconocido oficialmente por la Iglesia católica en 1907.

## Vida
Alicia nació en Schaerbeek, cerca de Bruselas. Para su educación, a los siete años entró en la abadía cisterciense de La Cambre, a las afueras de Bruselas y allí permaneció toda su vida. 
Alicia era una chica encantadora y desde muy temprano mostró una gran inteligencia y un gran amor a Dios. Se hizo monja en la abadía. En torno a los veinte años contrajo la lepra y, siguiendo la costumbre de la época, para evitar el contagio, fue separada del resto de la comunidad. A partir de entonces vivió en una pequeña celda en el jardín del monasterio. La enfermedad causó en Alicia intensos sufrimientos y quedó paralítica y casi ciega. A lo largo de su enfermedad su unión con Jesucristo se fue haciendo cada vez más profunda, de modo que, aunque su vida exterior se reducía progresivamente, su corazón, su ser interior, crecía cada vez más. Algo parecido ocurría en relación con los demás, tanto con su comunidad como con el resto de la humanidad, a los que se sentía cada vez más unida, y así ofrecía sus sufrimientos por la salvación de los pecadores y las almas del purgatorio. Su gran consuelo le venía de la recepción de la Sagrada Eucaristía, aunque no se le permitía beber del cáliz por el peligro de contagio. Se dice que tuvo una visión en la que el Señor la consoló al comunicarle que él estaba tanto en el pan como en el vino consagrados. Murió en 1250, en torno a los 30 años.
Lo poco que sabemos de la vida de Alicia procede de una biografía en latín compuesta entre 1260-1275, de autor desconocido. La opinión de los investigadores se inclinó a considerar que la escribió algún capellán de la Abadía de La Cambre, hasta que Martinus Cawley sugirió que podría proceder de la pluma de Arnulfo II de Ghistelles, abad de Villers entre 1270 y 1276. La biografía de Alicia también se tradujo al holandés medio, según consta por un manuscrito que se conserva.
En 1702 el Papa Clemente XI concedió a los monjes de la congregación de San Bernardo Fuliensi la facultad de celebrar el culto de Alicia. En 1870 se extendió el culto a toda la Orden Cisterciense. En 1907 el culto fue reconocido de modo general por el Papa Pío X.